# ドーターボード

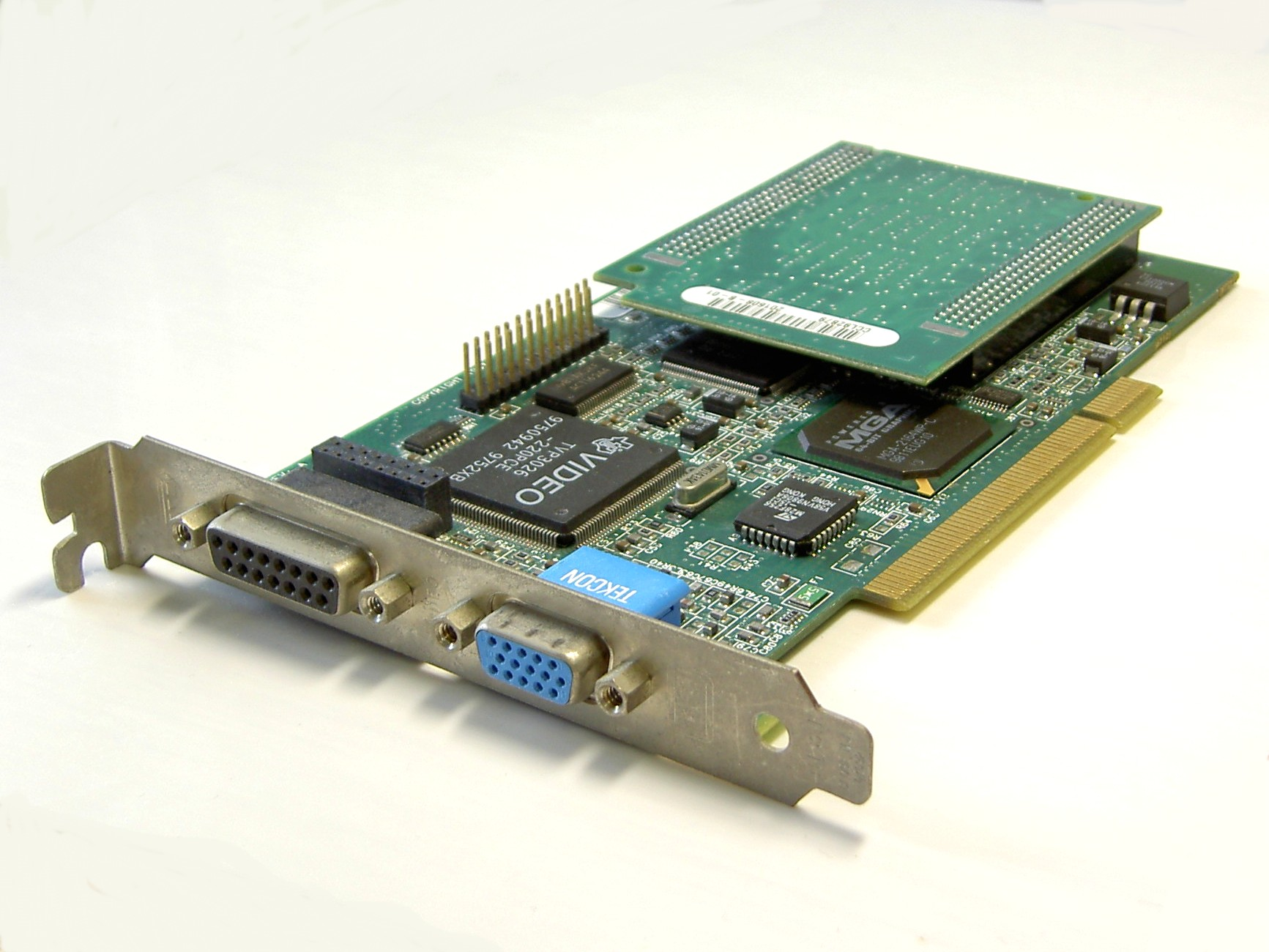
ドーターボードを備えた拡張カードの例

ドーターボード（Daughter board）は、主にパーソナルコンピューター（PC）に使用される部品の形態を示す用語である。
ドーターボードには明確な定義が無く、様々な基板がドーターボードと呼称される場合があるが、より大型のマザーボード （主基板、メインボード）に付属的に使用される小型プリント基板を指してドーターボードと呼称する場合が多い。

## 概要
ドーターボードは主基板に対して小さな追加基板の総称である。ドーターカード（Daughter card）とも呼ばれ、ボードの上に平行に備え付けられていて、スペーサーやセパレータで隔てられている形態では、劇場の中二階（メザニン）のように積み重ねられていることからメザニンカードと呼ばれることがある。
コンピューターのような電子機器内部での、主基板に対する副基板の関係を示すには一般的に「メインボード」「サブボード」という表記方法が今でもとられているが、PCのような機器類の内部構成を表現する過程で「マザー」（母）に抱かれた「ドーター」（娘）という比喩的な名称で呼ばれることになった。マザーボードに汎用の拡張カードを装着する為に使用される、拡張スロットのみを備えたドーターボードは特にライザーカードと呼ばれる場合が多い。
ドーターボードは一般に、製品バリエーションを揃え易くするためのオプション部分の分離、電気的もしくは物理的な設計の都合などでプリント基板が分割されることで用いられる。前者の例としては、国ごとに規格が違うモデムを別基板にモジュール化することで国際展開を容易にしており、そのような構成になっているノートPCなどが挙げられ、後者の例としては音質の向上を目的として音声回路のアナログ部分を別基板にモジュール化している一部のPC用マザーボードが挙げられる。
狭義のドーターボードはメイン基板と接続する為のインターフェースを備え、接続の形態はピンコネクタ・ケーブル・エッジコネクタなどが使用される。これらは製品もしくは企業ごとの専用品であり、拡張カードのような汎用性を持たない。
広義のドーターボードではインターフェースに標準規格を使用した汎用の拡張カードを含める場合もあるが、これら汎用製品は一般に拡張カードと呼称されドーターボードと呼ばれる場合は少ない。